# Taraconica bojeri
Taraconica bojeri là một loài bướm đêm trong họ Noctuidae.